# ヨハン・フリードリヒ・ドーレス
ヨハン・フリードリヒ・ドーレス（Johann Friedrich Doles, *1715年4月23日 シュタインバハ＝ハレンベルク - †1797年2月8日 ライプツィヒ）は、ドイツの作曲家・カントル。父ヨハン・アンドレアスもカントルであった。

## 経歴
1727年から1733年までシュマルカルデンに学び、後にシュロイジンゲンにてヘンネベルク侯国のギムナジウムに通う。ギムナジウムでは同級生らと週ごとの演奏会を催し、このために最初の作曲を行なった。1739年から1744年までライプツィヒで神学を学ぶかたわら、ヨハン・ゼバスティアン・バッハに入門する。
1744年にフライベルク（ザクセン州）でカントルに就任。1756年から、年金を得て隠退する1789年までの間、トーマス教会カントル職に就任し、ライプツィヒの主要な教会で音楽監督を務めた。1770年よりライプツィヒ大学の楽長も兼務。
ドーレスの作品はたいてい歌詞が聞き取りやすい。恩師バッハからの影響はほとんど見受けられないが、二重合唱のモテットは、重厚かつ壮麗な響きにおいていくぶんバッハを連想させる。主に宗教曲の作曲家で、158曲以上のカンタータ、35曲のモテット、いくつかの受難曲を遺した。出版された作品に、コラール前奏曲集、多声のためのコラール集、ライプツィヒの「大オーケストラ」（ゲヴァントハウス管弦楽団の前身）に献呈されたカンタータ集、親しい詩人クリスティアン・ゲレルトのテクストによる21曲の頌歌がある。
ドーレスの息子ヨハン・フリードリヒ2世は、弁護士兼公証人となったが、父親から音楽の専門教育を受けており、父親と似たような様式で楽曲を遺した。
ドーレスは、ヴォルフガング・アマデウス・モーツァルトがライプツィヒのトーマス教会でバッハのモテットを聴いて大感激したという、有名な逸話にも登場している。